# Décès en septembre 2007

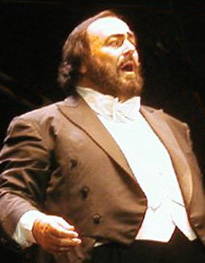
Luciani Pavarotti, décédé le 6 septembre 2007.

Décès
- 2003
- 2004
- 2005
- 2006
- 2007
- 2008
- 2009
- 2010
- 2011

Pour une information complémentaire, voir la page d'aide.

| Date          | Nom                            | Activités | Âge | Source |
| ------------- | ------------------------------ | --- | --- | ------ |
| 1er septembre | Tomás Medina Caracas           | militaire colombien. Membre de la guérilla des FARC. | 42  |        |
| 1er septembre | Sally Haley                    | peintre américain | 99  |        |
| 1er septembre | Witold Leszczyński             | scénariste et réalisateur polonais | 74  |        |
| 1er septembre | Vladimír Reisel                | poète slovaque | 88  |        |
| 1er septembre | Viliam Schrojf                 | footballeur slovaque | 76  |        |
| 2 septembre   | Rajae Belmlih                  | chanteuse marocaine | 45  |        |
| 2 septembre   | Diego Cháfer                   | coureur cycliste espagnol | 93  |        |
| 2 septembre   | Max McNab                      | joueur de hockey sur glace canadien | 83  |        |
| 3 septembre   | Carter Albrecht                | musicien américain de musique électronique et claviériste | 34  |        |
| 3 septembre   | Juan Cabrera                   | footballeur argentin | 55  | (es)   |
| 3 septembre   | Gustavo Eberto                 | footballeur argentin. Gardien de but de CA Boca Juniors | 24  | (en)   |
| 3 septembre   | Eddy de Heer                   | auteur de chansons, compositeur de musique populaire et producteur néerlandais | 82  |        |
| 3 septembre   | Rolf Kullberg                  | banquier finlandais. Gouverneur de la Banque de Finlande de 1983 à 1992. | 76  |        |
| 3 septembre   | Gift Leremi                    | footballeur sud-africain | 22  |        |
| 3 septembre   | Szepes Mária                   | écrivain, scénariste et journaliste hongroise | 98  |        |
| 3 septembre   | Jacques Pelletier              | homme politique français. Sénateur de l'Aisne et ancien ministre. | 78  |        |
| 3 septembre   | Santiago Zubieta               | joueur de football et entraîneur espagnol | 99  | (es)   |
| 4 septembre   | Yvette Chassagne               | haut fonctionnaire française. Première femme nommée préfet en 1981. | 85  |        |
| 4 septembre   | Joseph Egli                    | homme politique suisse | 84  |        |
| 4 septembre   | Teresio Ferraroni              | homme d'Église italien. Archevêque de Côme de 1974 à 1989. | 93  |        |
| 4 septembre   | John Scott                     | homme politique britannique. Ancien ministre. | 83  |        |
| 4 septembre   | Ryūzō Sejima                   | militaire japonais. Stratège de la Guerre du Pacifique pendant la Seconde Guerre mondiale. | 95  |        |
| 5 septembre   | Julieta Campos                 | écrivain cubano-mexicaine | 75  |        |
| 5 septembre   | Edward Gramlich                | économiste américain. Professeur à l'Université du Michigan, membre du Board of Governors de la Réserve fédérale des États-Unis de 1997 à 2005. | 68  |        |
| 5 septembre   | Philippe Jaffré                | PDG du groupe pétrolier Elf de 1993 à 1999 | 62  |        |
| 6 septembre   | Malang Dabo                    | judoka sénégalais | 47  |        |
| 6 septembre   | Guy Erismann                   | journaliste et musicologue tchèque. Spécialiste de la musique tchèque. | 84  |        |
| 6 septembre   | John Hawkes                    | botaniste et généticien britannique. Expert dans la conservation et l'utilisation des ressources génétiques des cultures de plantes. | 92  |        |
| 6 septembre   | John Kelly                     | homme politique irlandais (Sinn Féin). Député de l'Assemblée d'Irlande du Nord de 1998 à 2003. | 71  |        |
| 6 septembre   | Madeleine L'Engle              | écrivaine américaine. Auteure de livres pour la jeunesse. | 88  |        |
| 6 septembre   | Ronald Magill                  | acteur shakespearien britannique | 87  |        |
| 6 septembre   | Nikos Nikolaïdis               | cinéaste grec | 68  |        |
| 6 septembre   | Luciano Pavarotti              | ténor italien | 71  |        |
| 6 septembre   | Percy Rodriguez                | acteur canadien | 83  |        |
| 6 septembre   | Byron Stevenson                | footballeur britannique (gallois) | 51  |        |
| 6 septembre   | Martin Čech                    | joueur tchèque de hockey sur glace | 31  |        |
| 7 septembre   | Alex                           | célèbre oiseau africain | 31  |        |
| 7 septembre   | Norman Deeley                  | footballeur britannique (anglais) | 73  |        |
| 7 septembre   | Russell E. Dougherty           | général américain. Commandant du Strategic Air Command de 1974 à 1977. | 87  |        |
| 7 septembre   | Joseph Rudolph Grimes          | homme politique libérien. Ministre des Affaires étrangères de 1960 à 1972. | 84  |        |
| 7 septembre   | Gabriel Baccus Matthews        | homme politique libérien. Ministre des Affaires étrangères de 1980 à 1981 et de 1991 à 1993. | 59  |        |
| 7 septembre   | Doris Metaxa                   | joueuse de tennis française | 96  |        |
| 7 septembre   | Yolanda Montecinos             | journaliste chilienne | 79  |        |
| 7 septembre   | Constantijn Patijn             | homme politique néerlandais. Ancien ministre, membre de la seconde Chambre, chambre basse des États Généraux des Pays-Bas (Parlement) de 1955 à 1967 | 98  |        |
| 7 septembre   | Ruben Sosa                     | auteur et dessinateur argentin | 66  |        |
| 7 septembre   | Csernus Tibor                  | peintre hongrois | 80  |        |
| 8 septembre   | Jean-François Bizot            | écrivain et journaliste français. Fondateur du magazine Actuel et de Radio Nova. | 63  |        |
| 8 septembre   | Sir John Compton               | premier ministre de Sainte-Lucie depuis 2006 | 82  |        |
| 8 septembre   | Wasyl Kuk                      | militaire ukrainien, qui s'illustra au cours de la Seconde Guerre mondiale | 94  |        |
| 8 septembre   | Juan Carlos Tacchi             | footballeur argentin | 71  |        |
| 9 septembre   | Angie Elisabeth Brooks         | diplomate libérienne. Présidente de l'Assemblée générale des Nations unies de 1969 à 1970. | 79  |        |
| 9 septembre   | Han Dingxiang                  | homme d'Église chinois. Évêque de l'Église clandestine pour le diocèse de Yong Nian. | 70  |        |
| 9 septembre   | Luigi Dossena                  | homme d'Église italien. Archevêque titulaire de Carpi (de) et nonce apostolique en Corée du Sud (en), au Niger (en), au Burkina Faso (en), au Cap-Vert, au Sénégal, au Guinée-Bissau (en), au Mauritanie (en), au Mali (en), au Pérou (en) puis en Slovaquie (en). | 82  |        |
| 9 septembre   | Helmut Senekowitsch            | footballeur et entraîneur autrichien. Sélectionneur de l'équipe d'Autriche à la coupe du monde 1978. | 73  |        |
| 9 septembre   | Hughie Thomasson               | chanteur et guitariste américain. Ancien membre des Lynyrd Skynyrd. | 55  |        |
| 10 septembre  | Thomas Hansen                  | musicien norvégien | 31  |        |
| 10 septembre  | Anita Roddick                  | femme d'affaires britannique. Fondatrice de l'entreprise The Body Shop (cosmétiques). | 64  |        |
| 10 septembre  | Jane Wyman                     | actrice et réalisatrice américaine | 93  |        |
| 11 septembre  | Cem Gürdap                     | acteur de cinéma turc | 52  |        |
| 11 septembre  | Ian Porterfield                | footballeur britannique | 61  | (en)   |
| 11 septembre  | Willie Tee                     | chanteur, auteur et producteur américain | 63  |        |
| 11 septembre  | Yvette Troispoux               | photographe française | 93  |        |
| 11 septembre  | Bogdan Wnętrzewski             | architecte polonais | 87  |        |
| 11 septembre  | Joe Zawinul                    | pianiste et compositeur autrichien. Membre-fondateur du groupe de jazz-rock Weather Report | 75  |        |
| 12 septembre  | Bobby Byrd                     | musicien américain | 73  |        |
| 12 septembre  | Konrad Oberhuber               | historien d'art autrichien. Directeur de l'Albertina de Vienne. | 72  |        |
| 13 septembre  | Gaetano Arfé                   | journaliste et homme politique italien. Député européen de 1979 à 1984. | 81  |        |
| 13 septembre  | Toshikazu Nagai                | artiste japonais. Artiste qui excellait dans l'art de la manipulation d'objets . | 21  |        |
| 13 septembre  | Cheikh Abdul Sattar Abou Richa | chef tribal sunnite de la province d'Al-Anbar et un des plus proches alliés des États-Unis en Irak | 35  |        |
| 13 septembre  | Dirk Witteveen                 | banquier néerlandais. Directeur de la De Nederlandsche Bank, la banque centrale des Pays-Bas. | 58  |        |
| 14 septembre  | Jacques Martin                 | animateur et producteur français | 74  |        |
| 14 septembre  | Emilio Ruiz del Rio            | décorateur de plateau espagnol. Spécialiste des effets spéciaux et visuels. | 84  |        |
| 14 septembre  | Robert Savoie                  | artiste lyrique canadien. | 80  |        |
| 14 septembre  | Supernana                      | animatrice française de radio | 53  |        |
| 14 septembre  | Benny Vansteelant              | athlète belge. Plusieurs fois champion d'Europe et du monde de duathlon. | 30  |        |
| 15 septembre  | Marie-Simone Capony            | doyenne des Français | 113 |        |
| 15 septembre  | Peter Fraser                   | historien britannique. Helléniste réputé, professeur à l'université d'Oxford de 1948 à 1985 | 89  |        |
| 15 septembre  | Colin McRae                    | pilote de rallye britannique (Écosse) | 39  |        |
| 15 septembre  | Sir Jeremy Moore               | général britannique. Commandant des forces terrestres lors de la Guerre des Malouines. | 79  |        |
| 15 septembre  | Gordon Powell                  | percussionniste de jazz américain. Travailla notamment avec Billie Holiday. | 85  |        |
| 15 septembre  | Aldemaro Romero                | compositeur, pianiste et chef d'orchestre vénézulien | 79  |        |
| 15 septembre  | Brett Somers                   | chanteuse et comédienne américaine | 83  |        |
| 16 septembre  | Robert Jordan                  | écrivain américain | 58  |        |
| 16 septembre  | Pol Martin                     | chef-cuisinier et restaurateur québécois d'origine française. Auteur d'une vingtaine d'ouvrages sur la cuisine et la gastronomie. | 78  |        |
| 16 septembre  | Mikko Pohtola                  | journaliste finlandais | 81  |        |
| 16 septembre  | Friedrich Rafreider            | footballeur autrichien | 65  |        |
| 16 septembre  | Calvin Rampton                 | homme politique américain. Gouverneur de l'Utah de 1965 à 1977. | 93  |        |
| 17 septembre  | Jean Balissat                  | compositeur et chef d'orchestre suisse | 71  |        |
| 17 septembre  | Stefan Kozłowski               | géologue et homme politique polonais. Ministre de l'Environnement en 1991-92. | 79  |        |
| 17 septembre  | François Louisy                | homme politique français. Maire PS de Goyave de 1971 à 1998 et sénateur PS de la Guadeloupe de 1986 à 1995. | 85  |        |
| 17 septembre  | Eudice Shapiro                 | violoniste américaine | 93  |        |
| 18 septembre  | Augustus Akinloye              | homme politique nigérian. Ancien ministre. | 91  |        |
| 18 septembre  | Benyamin Yosef Bria            | homme d'église indonésien. Évêque de Denpasar (chef-lieu de l’île de Bali). | 51  |        |
| 18 septembre  | Jean Deschamps                 | acteur français | 87  |        |
| 18 septembre  | Nate Hill                      | joueur américain de foot U.S | 41  |        |
| 18 septembre  | Jacques Schotte                | psychiatre et psychanalyste belge. Cofondateur, en 1969, avec Antoine Vergote et Alphonse de Wahlens de l'école belge de psychanalyse. | 79  |        |
| 18 septembre  | Len Thompson                   | joueur australien de football australien | 60  |        |
| 18 septembre  | Lydia Veicht                   | patineuse artistique allemande | 85  |        |
| 19 septembre  | Georges Duffuler               | Footballeur français | 81  |        |
| 19 septembre  | Carrier Fortin                 | juriste et homme politique québécois. Ancien ministre. | 92  |        |
| 19 septembre  | Antoine Ghanem                 | homme politique libanais. Député (Kataëb) anti-syrien. | 64  |        |
| 19 septembre  | Mike Osborne                   | musicien de jazz britannique | 66  |        |
| 19 septembre  | Vlatko Pavletić                | président de la Croatie de 1999 à 2000 et président du Parlement de 1995 à 1999. | 76  |        |
| 19 septembre  | Maïa Simon                     | comédienne française | 67  |        |
| 20 septembre  | Pedro Alpiarça                 | acteur portugais | 49  |        |
| 20 septembre  | André Aubry                    | prêtre, auteur et anthropologue français. Spécialiste du Chiapas (Mexique). | 80  |        |
| 20 septembre  | Victor Cherchounov             | homme politique russe. Gouverneur de l'oblast de Kostroma. | 56  |        |
| 20 septembre  | Bob Collins                    | homme politique australien. Ancien ministre. | 61  |        |
| 20 septembre  | Johnny Gavin                   | footballeur irlandais | 77  |        |
| 20 septembre  | Ryszard Michalski              | chercheur polono-américain. Professeur à la George Mason University, pionnier des machines d'apprentissage automatique, domaine proche de celui de l'intelligence artificielle                                                                                     | 70  |        |
| 20 septembre  | Myra Nicholson                 | supercentenaire australienne. Doyenne des australiens. | 112 |        |
| 20 septembre  | Doudou Baka Sarr               | lutteur sénégalais | 70  |        |
| 20 septembre  | Labah Sosseh                   | chanteur sénégalo-gambien. Surnommé "La voz africana", premier disque d’or africain. | 64  |        |
| 20 septembre  | Gérard Thiélin                 | coureur cycliste français | 71  |        |
| 21 septembre  | Hallgeir Brenden               | fondeur norvégien | 78  |        |
| 21 septembre  | Alice Ghostley                 | actrice américaine | 81  |        |
| 21 septembre  | Ian Gilmour                    | homme politique britannique. Ministre de la Défense en 1974. | 81  |        |
| 21 septembre  | Jürgen Roland                  | réalisateur allemand. Pionnier de la télévision en Allemagne. | 81  |        |
| 21 septembre  | Richard Rosser                 | universitaire américain. Président de la DePauw University à Greencastle (Indiana) de 1977 à 1986 | 78  |        |
| 21 septembre  | Petar Stambolić                | premier ministre de la Serbie de 1948 à 1953 et président de la république fédérative socialiste de Yougoslavie de 1982 à 1983 | 95  |        |
| 22 septembre  | Edmund Cieślak                 | historien polonais | ?   |        |
| 22 septembre  | Marcel Marceau                 | acteur et mime français | 84  |        |
| 22 septembre  | Edmund Rossy                   | homme d'affaires canadien. Cofondateur des chaînes de magasins Rossy et Dollarama. | 79  |        |
| 23 septembre  | Ken Danby                      | peintre canadien | 67  |        |
| 23 septembre  | Guy Lemieux                    | journaliste sportif québécois | 84  |        |
| 23 septembre  | Krzysztof Surlit               | footballeur polonais | 51  |        |
| 24 septembre  | Odón Betanzos                  | écrivain espagnol. Président de l'Académie nord-américaine de la langue espagnole | 82  |        |
| 24 septembre  | André Gorz                     | philosophe français | 84  |        |
| 24 septembre  | Frank Hyde                     | Joueur, puis entraîneur de rugby à XIII et commentateur sportif australien | 91  |        |
| 25 septembre  | Ella Barowsky                  | femme politique allemande | 95  |        |
| 25 septembre  | Patrick Bourque                | bassiste canadien. Ancien membre du groupe Emerson Drive. | 29  |        |
| 25 septembre  | Hans Colberg                   | Footballeur international danois | 85  |        |
| 25 septembre  | Jana Krishnamurthi             | homme politique indien. Président du Bharatiya Janata Party de 2001 à 2002. | 79  |        |
| 25 septembre  | Haider Abdel Shafi             | homme politique palestinien. Chef de la délégation palestinienne à la conférence de Madrid de 1991 pour la paix au Proche-Orient. | 88  |        |
| 26 septembre  | Stanislav Andreski             | sociologue britannique d'origine polonaise | 88  |        |
| 26 septembre  | Pierre Dauzier                 | homme d'affaires français. PDG d'Havas de 1986 à 1998. | 69  |        |
| 26 septembre  | Dick DuBois                    | bodybuilder et acteur américain. Mr America en 1954 et Mr USA en 1957. | 74  |        |
| 26 septembre  | Christian de La Malène         | homme politique français. Ancien ministre et sénateur. | 86  |        |
| 26 septembre  | Erik Hazelhoff Roelfzema       | écrivain néerlandais | 90  |        |
| 27 septembre  | René Binggeli                  | coureur cycliste suisse | 66  |        |
| 27 septembre  | Nenad Bogdanović               | homme politique serbe. Maire de Belgrade depuis 2004. | 53  |        |
| 27 septembre  | Kenji Nagai                    | journaliste et photographe japonais | 50  |        |
| 27 septembre  | Bill Perry                     | footballeur sud-africain. Joueur légendaire de Blackpool dans les années 1950. | 77  |        |
| 27 septembre  | Marjatta Raita                 | actrice finlandaise | 63  |        |
| 27 septembre  | Darcy Robinson                 | joueur canadien de hockey sur glace | 26  |        |
| 27 septembre  | Avraham Shapira                | rabbin israélien. Grand rabbin ashkénaze de 1983 à 1993. | 96  |        |
| 28 septembre  | René Desmaison                 | alpiniste français | 77  |        |
| 28 septembre  | Charles B. Griffith            | scénariste américain | 77  |        |
| 28 septembre  | Jacques Helleu                 | directeur artistique des parfums Chanel | 69  |        |
| 28 septembre  | Adam Kozłowiecki               | cardinal polonais | 96  |        |
| 28 septembre  | Sylvain Marcaillou             | coureur cycliste français | 95  |        |
| 28 septembre  | Derek Shackleton               | joueur de cricket britannique | 83  |        |
| 29 septembre  | Georges Dagonia                | homme politique français. Président PS du conseil général de la Guadeloupe de 1976 à 1979 et sénateur PS de la Guadeloupe de 1977 à 1986. | 76  |        |
| 29 septembre  | Lois K. Alexander Lane         | styliste afro-américaine | 91  | (en)   |
| 29 septembre  | Lois Maxwell                   | actrice canadienne | 80  |        |
| 29 septembre  | Gyula Zsivótzky                | athlète hongrois | 70  |        |
| 30 septembre  | Milan Jelić                    | président de la république serbe de Bosnie depuis 2006 | 51  |        |
| 30 septembre  | Charles Moule                  | prêtre et théologien britannique. Professeur à l'université de Cambridge de 1933 à 1976 | 98  |        |